# 横山国松
横山 国松（よこやま くにまつ、生没年不詳）は明治時代の東京の地本問屋。

## 来歴
松根屋と号す。明治期に神田区小川町、明治28年（1895年）には神田錦町2丁目3番地で営業している。楊洲周延、小林清親や小林幾英の錦絵を出版している。

## 作品
- 楊洲周延 『国会開式新皇居二重橋御出門之図』 大判3枚続 明治22年（1889年）
- 楊洲周延 『上野公園第三回内国勧業博覧会之図』 大判3枚続 明治23年（1890年）
- 小林清親 『海洋島沖大海戦黄昏大勝利の図』 大判3枚続 明治27年（1894年）
- 小林幾英 『国会開式新皇居二重橋出門之図』 大判3枚続